# Nhà máy Z157
Nhà máy Z157 trực thuộc Cục Xe-Máy, Tổng cục Kỹ thuật, Bộ Quốc phòng Việt Nam, thành lập ngày 15 tháng 10 năm 1954  là đơn vị thường trực chiến đấu có chức năng bảo đảm kỹ thuật sửa chữa xe chỉ huy cho Quân đội, đóng mới cải biên các xe chuyên dùng phục vụ cho an ninh Quốc phòng

## Lịch sử hình thành
- Tiền thân là Xưởng Ngô Gia Khảm thuộc Ban Liên hiệp đình chiến Trung ương được thành lập vào ngày 15 tháng 10 năm 1954.
- Ngày 31 tháng 3 năm 1958, Căn cứ nhu cầu sửa chữa, theo đề nghị của Cục Quản lý Xe, Tổng cục Hậu cần ra Quyết định số 1024/QĐ sáp nhập Xưởng X3, bộ phận tiểu tu Xưởng X1 vào Xưởng Ngô Gia Khảm thành Xưởng X4 trực thuộc Cục Quản lý Xe.
- Tháng 7 năm 1965, Xưởng X4 đổi tên phiên hiệu là Xưởng MX792 thuộc Cục Quản lý Xe.
- Tháng 4 năm 1967, Xưởng MX792 được nâng cấp và đổi phiên hiệu thành Nhà máy Q157 thuộc Cục Quản lý Xe.
- Tháng 2 năm 1971, Nhà máy Q157 đổi tên thành Nhà máy A157 thuộc Cục Quản lý Xe.
- Tháng 6 năm 1975, Nhà máy A157 đổi tên thành Nhà máy Z157 được chuyển về trực thuộc Cục Quản lý xí nghiệp, Tổng cục Kỹ thuật
- Năm 1987, Nhà máy Z157 được điều động từ Tổng cục Kỹ thuật sang trực thuộc Cục Ô tô - Máy kéo - Trạm nguồn, Bộ Quốc phòng
- Năm 1993, Cục Ô tô - Máy kéo - Trạm nguồn, Bộ Quốc phòng được đổi tên thành Cục Quản lý Xe-Máy và điều chuyển về trực thuộc Tổng cục Kỹ thuật. Trong đó biên chế của Cục Quản lý Xe-máy bao gồm có Nhà máy Z157.[5]
- Tháng 5 năm 1999, Bộ Quốc phòng quyết định sáp nhập Xưởng X275/Cục Xe-Máy, Trạm Kiểm định bảo dưỡng sửa chữa xe ô tô/Công ty Xuân Mai (nay là Trạm Kiểm định 01) sáp nhập với Nhà máy Z157.
- Năm 2009, Trạm Kiểm định 01 tách khỏi Nhà máy Z157 về trực thuộc Cục Xe-Máy

## Lãnh đạo hiện nay
- Giám đốc: Đại tá Nguyễn Thanh Hải
- Chính ủy: Trung tá Trần Xuân Sáng
- Phó Giám đốc: Đại tá Nguyễn Văn Hoàng
- Phó Giám đốc: Thượng tá Nguyễn Anh Hoàng

## Tổ chức
- Phòng Kế hoạch - Vật tư

- Trưởng phòng: Trung tá Trần Cao Vũ
- Phó trưởng phòng: Thượng tá Nguyễn Hữu Cường
- Ban Chính trị

Chủ nhiệm chính trị: Thượng tá Nguyễn Đức Minh
- Phòng Kỹ thuật - Công nghệ

- Trưởng phòng: Trung tá Vũ Kim Tuyến
- Phó trưởng phòng: Đại uý Nguyễn Tuấn Anh
- Phòng KCS

Trưởng phòng: Trung tá Nguyễn Cao Vinh
- Phòng Hành chính - Hậu cần
- Ban Tài chính
- Phân xưởng 1
- Phân xưởng 2
- Phân xưởng 3
- Phân xưởng 4
- Phân xưởng 5